# Roko Blažević
Roko Blažević (ur. 10 marca 2000 w Splicie) – chorwacki piosenkarz czasem nazywany „chorwackim Michaelem Bublé”. Reprezentant Chorwacji w 64. Konkursie Piosenki Eurowizji (2019).

## Młodość
Urodził się w Splicie, jest synem Tonciego i Mariji Blaževiciów. Dorastał w rodzinie o muzycznych tradycjach – rodzice są piosenkarzami, a brat gra na gitarze.

## Kariera muzyczna
Gra w zespole muzycznym z Rando i Luką, synami chorwackich śpiewaków Zlatana Stipišicia Gibonniego i Tomislava Mrduljaša.
W 2019 z utworem „The Dream” zwyciężył w finale festiwalu Dora i, reprezentując Chorwację, zajął 14. miejsce w półfinale 64. Konkursu Piosenki Eurowizji w Tel Awiwie.

## Działalność pozamuzyczna
Zwyciężył w finale serbskiego reality show Pinkove Zvezdice (2017) i był finalistą chorwackiego reality show Zvijezde (2018).

## Dyskografia
Single
| Tytuł       | Rok  | Najwyższa pozycja |
| Tytuł       | Rok  | CRO               |
| ----------- | ---- | ----------------- |
| „The Dream” | 2019 | 1                 |